# Martyna Klekot
Martyna Klekot, née le 1er juillet 1988 à Blachownia, est une coureuse cycliste polonaise.

## Palmarès sur route
- 2014
  - Championnats du monde universitaire de cyclisme
  - 1re du Contre-la-montre
  - 3e de la Course en ligne

- 2012
  -  Championne de Pologne du contre-la-montre